# 도카이촌 (지바현 이스미군)
도카이촌(東海村)은 지바현 이스미군에 일찍이 존재했던 촌이다.

## 지리
- 현재의 이스미시 동부에 해당한다.
- 태평양에 접해 있다

## 역사
- 1889년 4월 1일 - 정촌제 시행에 수반해 이스미군 도카이촌이 성립하였다.
- 1955년 3월 31일 - (구) 오하라정, 아즈마촌, 나미하나촌, 후세촌의 일부와 합병해 오하라정이 성립하여, 동일 도카이촌은 폐지되었다.

## 인구
| 1891년 | 4,315 |
| 1920년 | 3,448 |
| 1935년 | 4,116 |
| 1945년 | 5,684 |
| 1955년 | 5,212 |

## 교통

### 도로
- 2급 국도
  - 국도 제128호선

## 참고문헌
- 大原町史編さん委員会編『大原町史 通史編』、大原町、1993年
- 角川日本地名大辞典編纂委員会『가도카와 일본 지명 대사전 12 千葉県』、가도카와 쇼텐、1984年 ISBN 4040011201